# محله‌آباد
محله‌آباد (به لاتین: Məhləabad) یک منطقه مسکونی در جمهوری آذربایجان است که در شهرستان لریک واقع شده است. این روستا ۶۹ نفر جمعیت دارد.